# Ezra Edelman
Ezra Edelman (Boston, 6 de agosto de 1974) é um cineasta estadunidense, especialista em produção documentária. Venceu o Oscar de melhor documentário de longa-metragem na edição de 2017 pelo trabalho na obra O.J.: Made in America.

## Filmografia
- Magic & Bird: A Courtship of Rivals (2011)
- The Curious Case of Curt Flood (2011)
- Brooklyn Dodgers: Ghosts of Flatbush (2012)
- O.J.: Made in America (2016)